# Геотаргетинг
Геотаргетинг (англ. geo targeting) — метод выдачи посетителю содержимого, соответствующего его географическому положению (в веб-разработке и интернет-маркетинге).
Региональная привязка позволяет сайту перестраивать контент для различных регионов. Например, Google использует региональную привязку для перенаправления пользователей www.google.com в специальные домены отдельных стран, и такая подмена по IP считается вполне допустимой практикой.

## История
Программа геотаргетинга впервые была запущена 1 января 2008 года компаниями М25 и MediaNet на территории Беларуси. Первой площадкой, перешедшей на этот формат, стал портал Mail.Ru. В 2008 году компания М25 под руководством Дмитрия Сугако полностью адаптировала ресурс для белорусского рынка, локализовав такие разделы, как новости, афиша, погода и другие. 
Начиная с 2009 года, Mail.ru Group начала создавать региональные программы, адаптируя свой трафик в различных странах бывшего СССР, где был зафиксирован высокий уровень посещаемости. Компания активно искала партнёров или создавала собственные представительства в этих регионах. 
Пример Mail.ru вдохновил другие крупные игроки российского рынка, включая Яндекс, на перестройку своих региональных программ. Таким образом, начиная с 2009 года понятие «геотаргетинг» стало широко использоваться в интернет-рекламе.

## Цели
Бизнес-целью геотаргетинга является таргетирование рекламных и информационных сообщений на релевантную аудиторию. Отклик такой рекламы резко повышается, соответственно, и цена её значительно выше.
Общей целью геотаргетинга является создание наиболее дружественного пользователю интерфейса и содержимого.

## Принцип
Для зарегистрированных посетителей геотаргетинг может осуществляться опираясь на информацию, непосредственно введённую пользователем при регистрации своей учётной записи (полный или частичный адрес).
Для незарегистрированных посетителей исходные данные для геотаргетинга определяются на основе региональной принадлежности его IP-адреса. 
Местоположение устройства пользователя, если это не запрещено настройками, можно определить по GPS (качество связи влияет на точность геолокации), Wi-Fi, Bluetooth (когда на устройстве включен сам модуль или функция сканирования Bluetooth), а также используя базу данных Google о местоположении антенн сотовой связи.

## Геотаргетинг и поисковые системы
Региональная привязка считается приемлемой всеми поисковыми системами. Мэтт Каттс из Google утверждает в своём блоге, что:

Подмена по IP [для региональной привязки] вполне допустима, но не делайте ничего специально для Googlebot. Просто считайте его обычным пользователем, посетившим ваш сайт.
Оригинальный текст (англ.)So IP delivery is fine, but don’t do anything special for Googlebot. Just treat it like a typical user visiting the site.

8 апреля 2009 года Яндекс предложил релиз нового поискового алгоритма. 10 апреля об этом было официально объявлено в блоге Яндекс. Поиска. Алгоритм, анонсированный как «Анадырь», вышел под именем «Арзамас». Пожалуй самым важным нововведением стала географическая привязка формирования выдачи. Основной особенностью новой поисковой программы Яндекса специалисты посчитали отличие региональной выдачи от московской и питерской.
Одним из очевидных недостатков региональной привязки является то, что её могут ввести в заблуждение виртуальные частные сети и нестандартные сетевые конфигурации, охватывающие несколько стран. Это может причинить неудобства, но они затронут лишь небольшое количество пользователей.

## Геотаргетинг и маскирование
Геотаргетинг или региональная привязка в сети очень похож на клоакинг (маскирование), поскольку предоставляет различный контент в зависимости от типа посетителя, но в данном случае разграничение выполняется по территориальному признаку. Поисковые роботы не рассматриваются как-то иначе по сравнению с людьми-посетителями. Эта техника успешно используется, например, когда нужно показывать различный контент пользователям из разных регионов.
Реализация региональной привязки мало отличается от реализации маскирования. Маскирование и региональная привязка обычно реализуются с помощью
одной и той же техники — подмены по IP.